# 에릭 종카
에릭 종카(Erick Zonca, 1956년 9월 10일 ~ )는 프랑스의 영화 감독, 영화 각본가이다.

## 작품 목록
- Rives (1992, 단편)
- Eternelles (1995, 단편)
- Seule (1997, 단편)
- 천사들이 꿈꾸는 세상 (1998)
- 좀도둑 (1999)
- 줄리아 (2008)
- 블랙 타이드 (2018)